# Europäische Montags Zeitung
Die Europäische Montags Zeitung beziehungsweise Europäische Freytags Zeitung war die älteste in Hannover erschienene Zeitung. Sie kam 1668 bis 1673 heraus und ist nur noch im Staatsarchiv Marburg überliefert. In der Gottfried Wilhelm Leibniz Bibliothek ist jedoch eine Mikroverfilmung einsehbar.
Herausgeber der Zeitung war wohl Georg Friedrich Grimm.
Nachgängerin war der Wöchentliche Hannoverische Intelligenz-Zettul und Anzeige.